# 118172 Vorgebirge
Vorgebirge (asteróide 118172) é um asteróide da cintura principal, a 1,7383984 UA. Possui uma excentricidade de 0,3614126 e um período orbital de 1 640,54 dias (4,49 anos).
Vorgebirge tem uma velocidade orbital média de 18,05212201 km/s e uma inclinação de 14,82406º.
Este asteróide foi descoberto em 5 de Abril de 1989 por Michael Geffert.